# Sever Burada
Sever Burada, né le 14 janvier 1896 à Craiova et mort le 3 septembre 1968  à Bucarest est un peintre roumain impressionniste.

## Exposition
- Salon des artistes français
- Salon d'automne